# Moriz Carrière

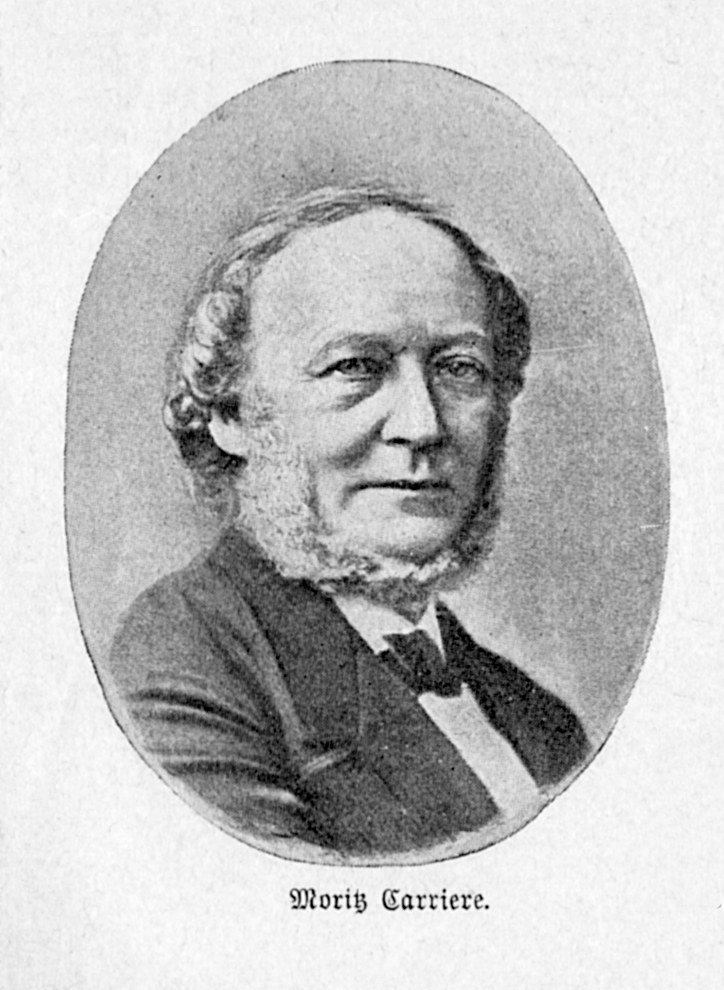
Moriz Carrière (untertitelt als Moritz Carriere)

Moriz Philipp Carrière (auch: Carriere) (* 5. März 1817 in Griedel (im Großherzogtum Hessen); † 19. Januar 1895 in München) war ein deutscher Schriftsteller und Philosoph (Hegelianismus, Theismus).

## Leben
Carrière studierte in Gießen, Göttingen und Berlin und wurde 1844 Mitglied der Burschenschaft Allemannia Gießen. Er gehörte mit Emanuel Geibel, Karl Grün, Karl Marx und anderen einem Poetenkränzchen an. Nach seinen Studien ging er einige Jahre auf eine Italienreise und habilitierte sich dann für Philosophie in Gießen, wo er ab 1849 als außerordentlicher Professor lehrte. Parallel dazu wurde er ab März 1848 zusammen mit Carl Vogt Herausgeber der Freien Hessischen Zeitung. 1848 war er Mitglied des Vorparlaments. Ab 1853 lehrte er für ein Jahr als außerordentlicher Professor an der Universität München, um dann ab 1854 als ordentlicher Professor für Kunstgeschichte an der Akademie der Bildenden Künste München zu dozieren. Dort gehörte er mit Emanuel Geibel zu der literarischen Gesellschaft Die Krokodile.
Carrière war in seinem Frühwerk noch stark von Hegel beeinflusst. Er wurde dann Vertreter des im Hegelianismus verwurzelten Theismus, wie ihn auch Immanuel Hermann Fichte, Hermann Ulrici, Christian Hermann Weisse, Wirth u. a. lehrten und mit dieser Weltanschauung die Gegensätze des Deismus und Pantheismus zu überwinden suchten. In diesem Geist sind seine Hauptschriften Die philosophische Weltanschauung der Reformationszeit (Stuttgart 1847), Religiöse Reden und Betrachtungen für das deutsche Volk von einem deutschen Philosophen (Leipzig 1850, anonym; 2. Aufl. 1856), Das Wesen und die Formen der Poesie (das. 1854, 2. Aufl. 1884), Ästhetik (das. 1859, 2 Bde.; 3. Aufl. 1884) und Die Kunst im Zusammenhang der Kulturentwickelung und die Ideale der Menschheit (das. 1863–74, 5 Bde.; 3. Aufl. 1876 ff.) abgefasst. Von dem letztgenannten reichhaltigen und groß angelegten Werk umfasst der erste Band das orientalische Altertum, der zweite Hellas und Rom, der dritte das morgen- und abendländische Mittelalter, der vierte das Zeitalter der Renaissance und der fünfte die Neuzeit in Religion und Weisheit, Kunst und Dichtung. Außerdem erläuterte er Wilhelm von Kaulbachs Shakespeare-Galerie (Berlin 1856–58).
Als feinsinniger Sammler hat er in seinem Erbauungsbuch für Denkende (Frankf. 1858), als warm fühlender nationaler Politiker in seinem Charakterbild Cromwells (1851) und in seiner Rede Über die sittliche Weltordnung (München 1870) sich hervorgetan. Seine 1877 in Leipzig erschienene Schrift Die sittliche Weltordnung bietet eine zusammenfassende Darstellung unter besonderer Berücksichtigung der ethisch-religiösen Weltanschauung und erinnert durch Adel der Gesinnung und Wärme des Tons vielfach an Fichtes Reden an die deutsche Nation.
Moriz Carriere heiratete 1853 Agnes v. Liebig (1829–62), eine Tochter von Justus von Liebig, mit der er zwei Kinder hatte: Justus (1854–93) und Elisabeth (1857–1864).
Als Dichter ist er mit einer seiner Frau gewidmeten Gedichtsammlung unter dem Titel Agnes (Leipzig 1883) aufgetreten, die unter anderem Fragmente seines Epos Muhamed und das schon 1849 (Gießen) erschienene Gedicht Die letzte Nacht der Girondisten enthält. Carrières Gesammelte Werke erschienen 1886–94 in 14 Bänden in Leipzig.
Ab 1889 war er ordentliches Mitglied der Bayerischen Akademie der Wissenschaften.
Sein Buch Religiöse Reden und Betrachtungen für das deutsche Volk von einem deutschen Philosophen wurde auf den Index der verbotenen Bücher gesetzt.
Zu seinen Nachkommen gehören u. a. die Schauspieler Till, Mareike und Mathieu Carrière.

## Grabstätte

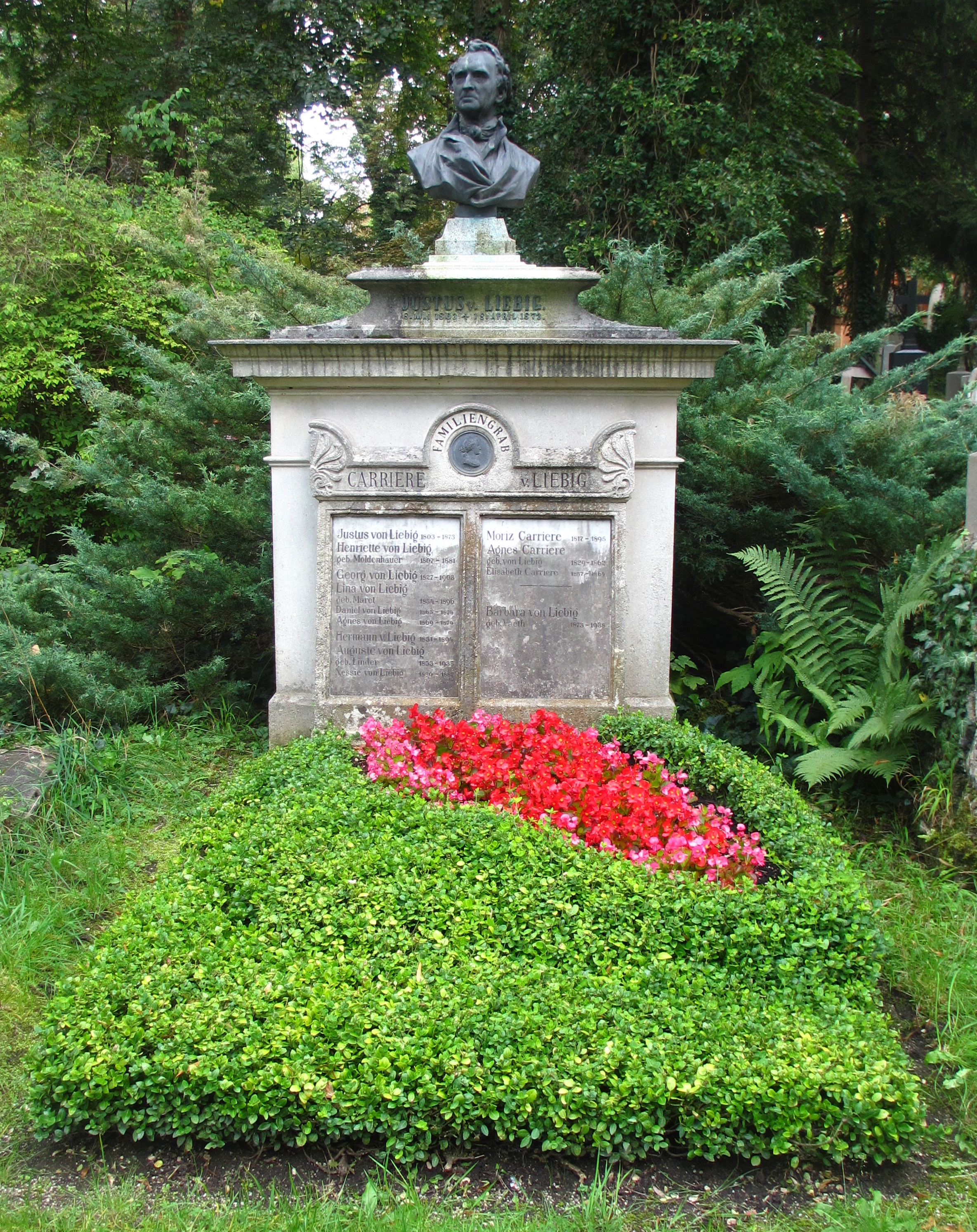
Grab von Moriz Carriere auf dem Alten Südlichen Friedhof in München

Die Grabstätte von Moriz Carriere befindet sich auf dem Alten Südlichen Friedhof in München (Gräberfeld 40 – Reihe 12 – Platz 10/11) Standort. In dem Grab befinden sich aufgrund der familiären Verflechtungen Mitglieder der Familien Liebig und Carriere. Darunter sind auch die Justus von Liebigs Tochter Agnes, für die das Grabmal ursprünglich errichtet worden war. Das Medaillon in der Mitte des Grabsteins zeigt deshalb Carrieres Frau Agnes. Moriz Carriere hatte Agnes geheiratet, die aber bereits mit 33 Jahren verstarb. Auch die Tochter Elisabeth (1857–1864) von Moriz und Agnes Carriere verstarb bereits im Kindesalter. Die Büste auf dem Grabmal zeigt Justus von Liebig und wurde von Michael Wagmüller geschaffen.

## Namensgeber für Straße
Nach Moritz Carriere wurde 1947 (Umbenennung) in München im Stadtteil Allach-Untermenzing (Stadtbezirk 23 – Allach-Untermenzing) die Carrierestraße⊙ benannt.

## Werke (Auswahl)
- Vom Geist. Schwert- und Handschlag für Franz Baader, Weilburg 1841
- Die Religion in ihrem Begriff, ihrer weltgeschichtlichen Entwickelung und Vollendung, Weilburg 1841
- Der Kölner Dom als freie deutsche Kirche, Stuttgart 1843
- Abälard und Heloise, Stuttgart 1843, Gießen 1853 (2. Auflage)
- Deutsche Geisteshelden im Elsaß, München 1871.
- Atlas der Plastik und der Malerei. Brockhaus, Leipzig 1875 (Digitalisat).
- Die sittliche Weltordnung, Leipzig 1877